# マクラーレン・M4B
マクラーレン・M4B (McLaren M4B) は、トロージャンがブルース・マクラーレン・モーターレーシングのために製作したフォーミュラ1カー。1967年の5戦に出場した。

## 概要
M4Bは、M2BとM5Aの間のギャップとして、フォーミュラ2カーのM4Aを元にして製作された。二つの燃料タンクがコックピットの両側に追加され、グランプリを完走できるようになった。車の後部は2.0リッターV8エンジンのBRM・タイプ56-2に対応するように切り取られた。このエンジンはグラハム・ヒルが1962年にチャンピオンを獲得したエンジンである。
M4Bはブランズ・ハッチで行われた1967年のレース・オブ・チャンピオンズでデビューし、それぞれのヒートで4位と6位に入ったが、最終レースではエンジントラブルでリタイアとなった。オウルトン・パークで行われたスプリング・トロフィーでは両ヒートで5位となり、シルバーストーン・サーキットで行われた1967年BRDCインターナショナルトロフィーでも5位となった。
M4Bのグランプリにおけるデビューは1967年モナコグランプリで、その短いホイールベースが驚くほどの競争力を発揮した。マクラーレンは3位を走行したが、電力の低下したバッテリーをピットストップで交換し、4位でフィニッシュした。ここでのポイント獲得は1967年シーズン初であった。次戦のオランダでマクラーレンは1周目でクラッシュ、リタイアとなった。車は後に修理されたが、グッドウッド・サーキットでのテスト中に炎上し廃棄された。

## F1における全成績
(key) （太字はポールポジション、斜体はファステストラップ）
| 年     | チーム                                     | エンジン | タイヤ | ドライバー             | 1   | 2   | 3   | 4   | 5   | 6   | 7   | 8   | 9   | 10  | 11  | ポイント | 順位 |
| ------ | ------------------------------------------ | -------- | ------ | ---------------------- | --- | --- | --- | --- | --- | --- | --- | --- | --- | --- | --- | -------- | ---- |
| 1967年 | ブルース・マクラーレン・モーターレーシング | BRM V8   | G      |                        | RSA | MON | NED | BEL | FRA | GBR | GER | CAN | ITA | USA | MEX | 3        | 10位 |
| 1967年 | ブルース・マクラーレン・モーターレーシング | BRM V8   | G      | ブルース・マクラーレン |     | 4   | Ret |     |     |     |     |     |     |     |     | 3        | 10位 |